# 禽将棋
禽将棋（とりしょうぎ）は、将棋の一種であり、二人で行うボードゲーム（盤上遊戯）の一種である。江戸時代に将棋九世名人の大橋宗英によって考案されたと言われている。しかし、禽将棋が初めて紹介された史料である『禽象戯図解』の筆者は豊田四郎兵衛であり、明確に大橋宗英が考案したとする史料は発見されていない。
禽将棋の原型は現在、和将棋であると言われているが、元々は小将棋の変形であると思われていた。1920年頃より突如として禽将棋は和将棋から生まれたという風に語られるようになる。『禽象戯図解』では、明確に何を参照したと書かれていないが、小将棋の動かし方を元に禽将棋を紹介しているところから小将棋を元にしていると思われる。
その名の通り全ての駒が鳥の名前1字で、また本将棋と同様に取った駒を再利用できる点が特徴である。

## ルール

### 基本ルール

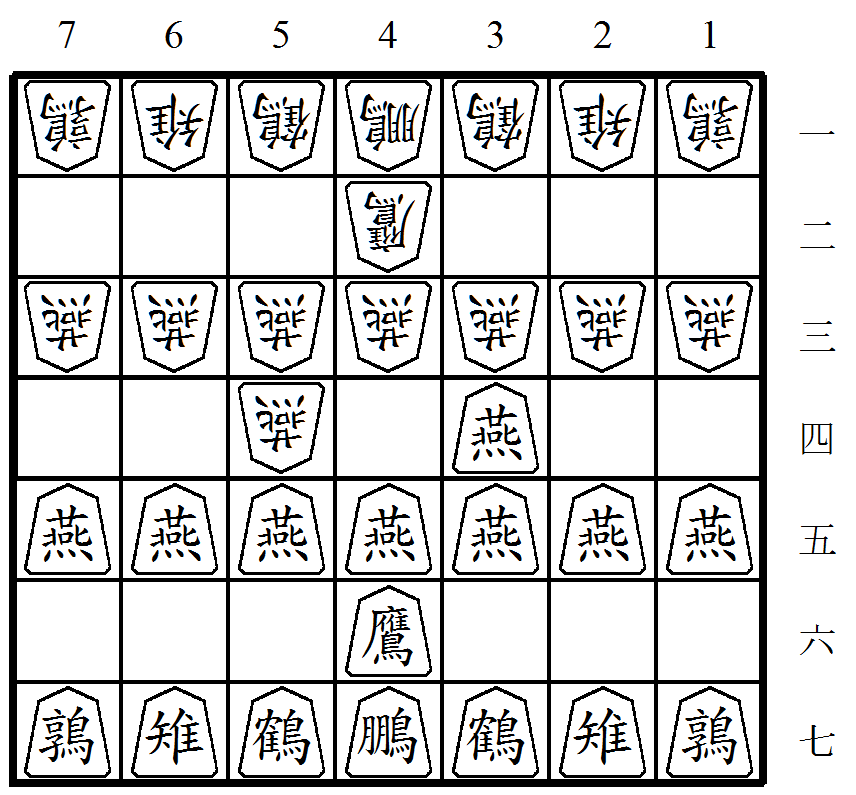
禽将棋の初期配置図

- 縦横7マスずつに区切られた将棋盤の上で行う。
- 自分から見て手前の2段を自陣、反対に相手から見て2段を敵陣という。
- 駒は、鵬、鶴、雉、鶉、鷹、燕の6種類があり、それぞれ動きが決まっている。初期状態では、各駒を図のように配置する。
- 競技者双方が交互に、盤上にある自分の駒を1回ずつ動かすか、既に取った相手の駒（持ち駒）を1つ盤上に置くかどちらかをすることができる。
- 持ち駒は、好きな盤上の空いているマスに表の状態で置くことができる。ただし燕は敵陣の最終列には置けない。
- 鷹と燕は敵陣に入るか、敵陣に打ち込まれた場合はそこから移動するときに成駒になる。成りは強制で、成れるときは必ず成らなくてはならない。
- 自分の駒を動かすとき、動く先に相手の駒があれば、その駒を取ることができる。
- 打ち燕詰めは打ち歩詰め同様禁じ手。突き燕詰めは構わない。
- 同じ縦の筋には燕を2枚まで置くことができるが、3枚置いてはいけない。鴈に成ったものは数えない。二歩に相当する「二燕」は構わないが「三燕」は禁じ手ということ。
- 入鵬（入玉にあたる）による引き分けはない。
- ゲームの目的は相手方の鵬を詰めることである。
- その他のルールは本将棋に準じる。

### 駒の動き
- ○はその位置に動ける。
- ☆はその場所まで飛び越えていける。
- ｜、―、／、＼はその方向に何マスでも動ける。しかし駒を飛び越えては行けない。

|  |   |    |   |  |
|  | ○ | ○  | ○ |  |
|  | ○ | 鵬 | ○ |  |
|  | ○ | ○  | ○ |  |
|  |   |    |   |  |

|  |   |    |   |  |
|  | ○ | ○  | ○ |  |
|  |   | 鶴 |   |  |
|  | ○ | ○  | ○ |  |
|  |   |    |   |  |

|  |   | ☆  |   |  |
|  |   |    |   |  |
|  |   | 雉 |   |  |
|  | ○ |    | ○ |  |
|  |   |    |   |  |

|  |   | │  |    |    |
|  |   | │  |    |    |
|  |   | 鶉 |    |    |
|  | ○ |    | ＼ |    |
|  |   |    |    | ＼ |

|    |    | │  |   |  |
|    |    | │  |   |  |
|    |    | 鶉 |   |  |
|    | ／ |    | ○ |  |
| ／ |    |    |   |  |

|  |   |    |   |  |
|  | ○ | ○  | ○ |  |
|  | ○ | 鷹 | ○ |  |
|  | ○ |    | ○ |  |
|  |   |    |   |  |

| ＼ |    |    |    | ／ |
|    | ＼ | ○  | ／ |    |
|    | ○  | 鵰 | ○  |    |
|    | ○  | │  | ○  |    |
| ○  |    | │  |    | ○  |

|  |  |    |  |  |
|  |  | ○  |  |  |
|  |  | 燕 |  |  |
|  |  |    |  |  |
|  |  |    |  |  |

| ☆ |  |    |  | ☆ |
|   |  |    |  |   |
|   |  | 鴈 |  |   |
|   |  |    |  |   |
|   |  | ☆  |  |   |